# 川廷宗之
川廷宗之（かわてい もとゆき、1945年 - ）は、日本の社会福祉学者、大妻女子大学教授。研究テーマは社会福祉援助技術、社会福祉教育、社会福祉専門職養成教育、生涯学習。2010年より日本社会福祉教育学会会長を務める。
北京生まれ。兵庫県出身。1968年日本社会事業大学社会福祉学部卒業。稲城市役所勤務、淑徳保育生活文化専門学校、1991年松本短期大学助教授、1995年東海大学健康科学部社会福祉学科教授、2004年大妻女子大学学生相談センター所長、人間関係学部人間福祉学科教授。

## 著書
- 『社会福祉援助技術演習用ワークブック』川島書店 1995
- 『社会福祉教授法 介護福祉士・社会福祉士・保母養成教育の授業展開』川島書店 1997

### 共編著
- 『社会福祉』編著 日本エデュケイション・センター ヘルス・システム研究所シリーズ 1997
- 『介護保険実践ハンドブック』井上千津子,七田惠子共編 ミクス 2000
- 『レクリエーション援助法』新版 廣池利邦,大場敏治共編著 建帛社 介護福祉士選書 2003
- 『社会福祉援助技術論』岡本民夫監修 久保紘章,佐藤豊道共編著 川島書店 社会福祉士・介護福祉士養成テキスト　2004
- 『社会福祉援助技術論　下』米本秀仁,平塚良子,牧野田惠美子共編著 建帛社 社会福祉選書 2005
- 『介護教育方法論』編 弘文堂 2008
- 『社会福祉をはじめて学ぶあなたへ 社会福祉入門』2訂版 宮嶋淳共編著 ヘルス・システム研究所 2008
- 『社会福祉士養成教育方法論』編 弘文堂 2008
- 『Minerva社会福祉士養成テキストブック 7 相談援助実習』高橋流里子,藤林慶子共編著 ミネルヴァ書房 2009
- 『相談援助の理論と方法  新カリキュラム対応 1』藏野ともみ共編著 久美 2011 現代の社会福祉士養成シリーズ
- 『相談援助の理論と方法 新カリキュラム対応 2』坪井真共編著 久美 2011 現代の社会福祉士養成シリーズ

## 所属学会
- 日本社会福祉教育学会
- 日本ソーシャルワーク学会
- 日本レジャー・レクリエーション学会
- 大学教育学会
- 日本社会福祉学会
- 日本生涯教育学会
- 日本社会教育学会